# William Hill Poker Grand Prix
Der William Hill Poker Grand Prix war ein Pokerturnier, das von William Hill gesponsert wurde. Es wurde 2005 und 2007 jeweils in Cardiff ausgetragen.

## Modus
An dem Turnier in der Variante No Limit Hold’em nahmen jeweils 56 Spieler teil. Das Buy-in betrug 6000 Pfund Sterling, wobei William Hill den Preispool 2005 auf 450.000 und 2007 auf 500.000 Pfund aufstockte. Sieben Vorturniere wurden gespielt, wobei der Sieger jeder Vorentscheidung ins Finale gelangte. Die Zweitplatzierten nahmen an einer Halbfinalrunde gegeneinander teil, deren Gewinner ebenfalls das Finale erreichten, das somit aus acht Spielern bestand.

## Austragungen

### 2005

Phil Laak (2006)

Das erste Finale wurde am 25. Oktober 2005 gespielt. Phil Laak gewann das Event und erhielt eine Siegprämie von 150.000 Pfund.
| Platz | Herkunft               | Spieler         | Preisgeld (in £) |
| ----- | ---------------------- | --------------- | ---------------- |
| 1     | Vereinigte Staaten     | Phil Laak       | 150.000          |
| 2     | Vereinigtes Konigreich | Ram Vaswani     | 095.000          |
| 3     | Irland                 | Roy Brindley    | 065.000          |
| 4     | Frankreich             | Pascal Perrault | 045.000          |
| 5     | Schweden               | Ken Lennaard    | 035.000          |
| 6     | Vereinigtes Konigreich | Sean Murphy     | 025.000          |
| 7     | Irland                 | Liam Flood      | 020.000          |
| 8     | Vereinigtes Konigreich | Greg Hill       | 015.000          |

### 2007
Das Finale der zweiten Austragung fand am 27. März 2007 statt. Den Sieg sicherte sich der Däne Martin Wendt, der dafür 175.000 Pfund erhielt.
| Platz | Herkunft               | Spieler            | Preisgeld (in £) |
| ----- | ---------------------- | ------------------ | ---------------- |
| 1     | Danemark               | Martin Wendt       | 175.000          |
| 2     | Vereinigtes Konigreich | Wayne Hutchins     | 100.000          |
| 3     | Vereinigte Staaten     | Antonio Esfandiari | 070.000          |
| 4     | Vereinigtes Konigreich | Ben Grundy         | 050.000          |
| 5     | Norwegen               | Johnny Lodden      | 035.000          |
| 6     | Schweden               | Bo Sehlstedt       | 025.000          |
| 7     | Australien             | Jeff Lisandro      | 020.000          |
| 8     | Schweden               | Ken Lennaard       | 015.000          |